# Millwall Football Club 2021-2022
Questa voce raccoglie le informazioni riguardanti il Millwall Football Club nelle competizioni ufficiali della stagione 2021-2022.

## Maglie e sponsor
| Casa | Trasferta |

Sponsor ufficiale: Huski Chocolate
Fornitore tecnico: Macron

## Rosa
| N. |                        | Ruolo | Calciatore             |
| -- | ---------------------- | ----- | ---------------------- |
| 1  | Inghilterra (bandiera) | P     | George Long            |
| 2  | Irlanda (bandiera)     | D     | Danny McNamara         |
| 3  | Scozia (bandiera)      | D     | Murray Wallace         |
| 4  | Inghilterra (bandiera) | D     | Shaun Hutchinson       |
| 5  | Inghilterra (bandiera) | D     | Jake Cooper            |
| 6  | Paesi Bassi (bandiera) | C     | Maikel Kieftenbeld     |
| 7  | Inghilterra (bandiera) | C     | Jed Wallace            |
| 9  | Galles (bandiera)      | A     | Tom Bradshaw           |
| 10 | Scozia (bandiera)      | A     | Oliver Burke           |
| 11 | Inghilterra (bandiera) | D     | Scott Malone           |
| 14 | Inghilterra (bandiera) | A     | Sheyi Ojo              |
| 15 | Irlanda (bandiera)     | D     | Alex Pearce (capitano) |
| 16 | Inghilterra (bandiera) | C     | Luke Freeman           |

| N. |                             | Ruolo | Calciatore         |
| -- | --------------------------- | ----- | ------------------ |
| 17 | Inghilterra (bandiera)      | C     | George Saville     |
| 18 | Inghilterra (bandiera)      | C     | Ryan Leonard       |
| 20 | Inghilterra (bandiera)      | C     | Mason Bennett      |
| 21 | Inghilterra (bandiera)      | C     | Connor Mahoney     |
| 23 | RD del Congo (bandiera)     | A     | Benik Afobe        |
| 24 | Inghilterra (bandiera)      | C     | Billy Mitchell     |
| 26 | Irlanda del Nord (bandiera) | D     | Daniel Ballard     |
| 28 | Inghilterra (bandiera)      | C     | George Evans       |
| 32 | Inghilterra (bandiera)      | C     | Tyler Burey        |
| 33 | Polonia (bandiera)          | P     | Bartosz Białkowski |
| 38 | Inghilterra (bandiera)      | A     | Nana Boateng       |
| 49 | Inghilterra (bandiera)      | A     | Zak Lovelace       |